# Episodi di Boy Girl Dog Cat Mouse Cheese (terza stagione)
La seconda stagione della serie animata Boy Girl Dog Cat Mouse Cheese, composta da 52 episodi, ha esordito nel Regno Unito il 20 novembre 2023 sulla rete televisiva CBBC. Gli episodi 40-41 e 43-52 sono stati trasmessi in prima TV mondiale in Francia su Gulli dal 2 ottobre al 13 novembre 2024. In Italia la serie ha debuttato l'8 aprile 2024 su DeA Kids.
| n° UK | n° ITA | Titolo originale           | Titolo italiano                     | Prima TV originale | Prima TV Italia  |
| ----- | ------ | -------------------------- | ----------------------------------- | ------------------ | ---------------- |
| 1     | 4      | K-Jam's Welcome Party      | Benvenuta K-Jam                     | 20 novembre 2023   | 9 aprile 2024    |
| 2     | 7      | Best Best Friends          | Miglior migliore amico              | 21 novembre 2023   | 11 aprile 2024   |
| 3     | 8      | Fairy Cheese Mother        | Fata formaggina                     | 22 novembre 2023   | 11 aprile 2024   |
| 4     | 1      | Yeah Baby!                 | Il nuovo arrivato                   | 23 novembre 2023   | 8 aprile 2024    |
| 5     | 13     | Finding Gretchen           | Benvenuta Gretchen                  | 24 novembre 2023   | 17 aprile 2024   |
| 6     | 12     | Fired Up                   | La capa spietata                    | 27 novembre 2023   | 16 aprile 2024   |
| 7     | 10     | Pool Party Crashers        | Imbucati in piscina                 | 28 novembre 2023   | 12 aprile 2024   |
| 8     | 14     | The Incredible Boy Pretzel | L'incredibile Pretzel-Boy           | 29 novembre 2023   | 18 aprile 2024   |
| 9     | 6      | Multi-Mouse                | Mouse dell'altro mondo              | 30 novembre 2023   | 10 aprile 2024   |
| 10    | 11     | Gramps Vs Mom              | Nonno vs mamma                      | 1º dicembre 2023   | 15 aprile 2024   |
| 11    | 2      | Clubhouse Brothers         | Il circolo del tè                   | 4 dicembre 2023    | 8 aprile 2024    |
| 12    | 5      | Project Gherkin            | Operazione Gherkin                  | 5 dicembre 2023    | 10 aprile 2024   |
| 13    | 3      | Image Problems             | Scambio di identità                 | 6 dicembre 2023    | 9 aprile 2024    |
| 14    | 17     | The Fangirl                | La fan numero uno                   | 5 febbraio 2024    | 23 aprile 2024   |
| 15    | 15     | No Way Vay Cay             | False promesse                      | 6 febbraio 2024    | 19 aprile 2024   |
| 16    | 9      | The Pickle Prince          | Il principe dei cetriolini          | 7 febbraio 2024    | 12 aprile 2024   |
| 17    | 22     | Doggie Bagged              | Dog-Zen                             | 8 febbraio 2024    |                  |
| 18    | 25     | Cat-bert Einstein          | Cat-bert Einstein                   | 9 febbraio 2024    |                  |
| 19    | 23     | The Alien                  | L'alieno                            | 12 febbraio 2024   |                  |
| 20    | 21     | Paradise Grove Lost        | La riserva perduta                  | 13 febbraio 2024   |                  |
| 21    | 19     | Strictly Professional      | Lezioni di matematica               | 14 febbraio 2024   | 25 aprile 2024   |
| 22    | 24     | Spoiler Alert              | Allerta spoiler                     | 15 febbraio 2024   |                  |
| 23    | 18     | The Pen                    | Non siamo randagi                   | 16 febbraio 2024   | 24 aprile 2024   |
| 24    | 16     | Big Break                  | Il debutto di Cheese                | 19 febbraio 2024   | 22 aprile 2024   |
| 25    | 20     | Mildred the Bobblehead     | Mildred la bobblehead               | 20 febbraio 2024   | 26 aprile 2024   |
| 26    | 31     | Paperback Mountain         | Il bibliotecario prescelto          | 22 luglio 2024     | 16 dicembre 2024 |
| 27    | 26     | Cat Crusader III           | Cat l'avventurosa III               | 23 luglio 2024     | 9 dicembre 2024  |
| 28    | 28     | A Couple of Dummies        | Papà il ventriloquo                 | 24 luglio 2024     | 11 dicembre 2024 |
| 29    | 30     | Tech Detox                 | Il campo anti-tecnologia            | 25 luglio 2024     | 13 dicembre 2024 |
| 30    | 29     | Old Lady of Awesomeness    | A casa della signora McSpasso       | 26 luglio 2024     | 12 dicembre 2024 |
| 31    | 33     | The Cookie Squad           | Biscotti per tutti                  | 29 luglio 2024     | 18 dicembre 2024 |
| 32    | 27     | Skate Mates                | Gara di pattinaggio                 | 30 luglio 2024     | 10 dicembre 2024 |
| 33    | 35     | The Rise of Lila Bird      | La nuova Lila Bird                  | 31 luglio 2024     | 20 dicembre 2024 |
| 34    | 34     | Cheese, her Story          | Cheese la scrittrice                | 1º agosto 2024     | 19 dicembre 2024 |
| 35    | 32     | The Flower Incident        | L'incidente dei fiori               | 2 agosto 2024      | 17 dicembre 2024 |
| 36    | 41     | No Paint, No Gain          | Ritratto di signora                 | 5 agosto 2024      | 5 marzo 2025     |
| 37    | 37     | Play It Cool               | Veri amici                          | 6 agosto 2024      | 24 dicembre 2024 |
| 38    | 38     | Hot Tip                    | Il giorno più caldo dell'anno       | 7 agosto 2024      | 25 dicembre 2024 |
| 39    | 36     | House of Lies              | La città delle bugie                | 8 agosto 2024      | 23 dicembre 2024 |
| 40    | 39     | Child's Play               | Tre fratelli e un bebè              | 2 ottobre 2024     | 3 marzo 2025     |
| 41    | 43     | Bug Buddies                | Chi trova una pulce trova un tesoro | 2 ottobre 2024     | 7 marzo 2025     |
| 42    | 44     | Cheese's Crummy Christmas  | Il Natale mediocre di Cheese        | 6 novembre 2024    | 25 dicembre 2024 |
| 43    | 46     | Queen of Justice           | La regina della Giustizia           | 9 ottobre 2024     | 12 marzo 2025    |
| 44    | 45     | Girl's Secret Fear         | La paura segreta di Girl            | 9 ottobre 2024     | 11 marzo 2025    |
| 45    | 47     | Cat's Imaginary Friend     | L’amico immaginario di Cat          | 23 ottobre 2024    | 13 marzo 2025    |
| 46    | 48     | The Big Betrayal           | Il grande tradimento                | 23 ottobre 2024    | 14 marzo 2025    |
| 47    | 42     | No Cheese Please           | Cheese la guastafeste               | 30 ottobre 2024    | 6 marzo 2025     |
| 48    | 40     | Home Schooled              | Scuola a domicilio                  | 30 ottobre 2024    | 4 marzo 2025     |
| 49    | 50     | Silent Treatment           | La torta per la zia                 | 6 novembre 2024    | 18 marzo 2025    |
| 50    | 49     | What's Your Game?          | Una vacanza particolar              | 6 novembre 2024    | 17 marzo 2025    |
| 51    | 51     | Cheese's Big Breakout      | La grande fuga di Cheese            | 13 novembre 2024   | 19 marzo 2025    |
| 52    | 52     | Monkeying Around           | Troppo cool                         | 13 novembre 2024   | 20 marzo 2025    |